# Condado de Changsha
 Changsha léase Chang-Shá (en chino:长沙县, pinyin:Chángshā xiàn, lit: largo banco de arena) es un  condado rural bajo la administración directa de la ciudad-prefectura de Changsha. Se ubica al este de la provincia de Hunan, sur de la República Popular China. Su área es de 1 756 km² y su población total para 2015 fue de 916 000 habitantes.

## Administración
El condado de Changsha se divide en 18 pueblos que se administran en 5 subdistrito y 13 poblados.